# Кі-Пего (округ, Небраска)
Шаблон:StateAbbr_ 42°53′ пн. ш. 99°43′ зх. д. / 42.88° пн. ш. 99.72° зх. д.
Округ Кі-Пего (англ. Keya Paha County, МФА: /ˈkɪpəhɔː/) — округ (графство) у штаті Небраска, США. Ідентифікатор округу 31103.

## Історія
Округ утворений 1884 року.

## Демографія
За даними перепису 
2000 року 
загальне населення округу становило 983 осіб, усе сільське.
Серед мешканців округу чоловіків було 495, а жінок — 488. В окрузі було 409 домогосподарств, 292 родин, які мешкали в 548 будинках.
Середній розмір родини становив 2,91.
Віковий розподіл населення поданий у таблиці:
| Стать    | До 15 років | 15-21 | 22-29 | 30-39 | 40-49 | 50-65 | 65-85 | Понад 85 |
| -------- | ----------- | ----- | ----- | ----- | ----- | ----- | ----- | -------- |
| Чоловіки | 99          | 35    | 49    | 51    | 78    | 89    | 85    | 9        |
| Жінки    | 101         | 33    | 34    | 58    | 57    | 96    | 92    | 17       |

## Суміжні округи
- Тріпп, Південна Дакота — північ
- Ґреґорі, Південна Дакота — північний схід
- Бойд — схід
- Голт — південний схід
- Рок — південь
- Браун — південь
- Черрі — захід
- Тодд, Південна Дакота — північний захід

## Виноски
1. ↑  US Decennial Census. US Census Bureau. Архів оригіналу за 26 квітня 2015. Процитовано 8 грудня 2014.
2. ↑  Historical Census Browser. University of Virginia Library. Архів оригіналу за 11 серпня 2012. Процитовано 8 грудня 2014.
3. ↑  Population of Counties by Decennial Census: 1900 to 1990. US Census Bureau. Архів оригіналу за 27 квітня 2015. Процитовано 8 грудня 2014.
4. ↑  Census 2000 PHC-T-4. Ranking Tables for Counties: 1990 and 2000 (PDF). US Census Bureau. Архів (PDF) оригіналу за 18 грудня 2014. Процитовано 8 грудня 2014.
5. ↑  State & County QuickFacts. US Census Bureau. Архів оригіналу за 7 червня 2011. Процитовано 21 вересня 2013.(англ.) Наведено за англійською вікіпедією.
6. ↑  American FactFinder. Бюро перепису населення США. Архів оригіналу за 29 липня 2011. Процитовано 31 січня 2008.

| США | Це незавершена стаття з географії США. Ви можете допомогти проєкту, виправивши або дописавши її. |